# Карл Педерсен (веслувальник)
Карл Педерсен (дан. Carl Pedersen, 30 вересня 1884 — 3 вересня 1968) — данський академічний веслувальник.
Олімпійський чемпіон 1912 року в складі розпашної четвірки зі стерновим з внутрішніми кочетами.